# Киніска
Киніска (дав.-гр. Κυνίσκα, бл. 440 до н. е. — після 392 до н. е.) — давньогрецька царівна, атлет, колісниця, перша жінка-олімпіонік. З грецького перекладається як «собака-сука».

## Життєпис
Походила з царського роду Евріпонтідів, що правили Спартою. Донька царя Архідама II та його другої дружини Евполії, доньки Мелесіппіда. З дитинства була шибайголовою, полюбляла атлетичні змагання серед дівчат.
Киніську займалася розведенням коней для змагань. Це захоплення підтримував її брат Аркесілай II, хоч і ставився до нього не дуже серйозно. Бажаючи брати участь в Олімпійських змаганнях, Киніска вирішила скористатися прогалиною у правилах Олімпійських ігор, якими заборонялося жінкам бути їх учасником, проте у змагання колісниць чемпіонами оголошувалися власники коней і колісниць. Цим вирішила скористатися Киніска.
У 396 році до н. е. (на 96-й Олімпіаді) виставлена Киніскою на Олімпійських іграх четвірка коней прийшла до фінішу першою. В результаті Киніска стала переможцем й отримала лавровий вінок. Втім колісничий, який безпосередньо керував кіньми, залишився невідомим. У 392 році до н. е. коні Киніски виграли 97-мі Олімпійські ігри. Втім сама не була присутньою під час цих перемог, оскільки жінкам було заборонено вхід на стадіон. Разом з тим у храмі Зевса в Олімпії було зведено бронзову статую, яка зображувала колісницю з кіньми Киніски. Також вона здобула значної шани в самій Спарті.
Киніска зображена на монетах Того випущених на честь Літніх Олімпійських ігор 2004 року у Афінах.
Дослідник Пол Картледж припускав, що сином Киніски був Киніск — гармост Херсонесу Фракійського у 400 році до н. е.